# 지방도 제714호선
지방도 제714호선은 전북특별자치도 김제시 금산면 청도리에서 완주군 구이면 대덕삼거리를 잇는 전북특별자치도의 지방도이다.
김제시 "ㄷ"자 모양으로 돌아가는 형태로 되어 있다. 김제 나들목을 통해 호남고속도로를 이용할 수 있다. 김제시 금산면 원평리 ~ 완주군 구이면 구간 (밤티재)은 도로 개설 공사중이다.

## 연혁
- 2007년 1월 9일 : 김제시 금구면 금구리 ~ 황산면 봉월리 6.37 km 구간 개통[2]
- 2013년 10월 23일 : 김제시 황산면 봉월리 ~ 검산동 과선교 3.2 km 구간 개통[3]
- 2013년 12월 6일 : 완주군 구이면 안덕리 ~ 김제시 금산면 화율리 3.65 km 구간 개통[4]

## 주요 경유지
- 김제시
  - 금산면 청도리 - 귀신사 - 축령
  - 금구면 축령 - 선암리 - 선암저수지 - 성길2교 - 대율교 - 신기삼거리 - 금구 나들목 - 김제 나들목 - 용전삼거리 - 정농사거리
  - 황산면 진흥사거리 - 남양사거리 - 남산사거리 - 아네스빌CC - 봉월 나들목
  - 신풍동 난봉 교차로 - 두월천교 - 검산과선교 - 양지삼거리 - 김제역 (김제역삼거리) - 용동오거리 - 김제육교 - 용동교 - 오정교 - (일광주유소) - 오정동 - 봉황농공단지 - 월성동 - 월성초등학교 - 양전동 - 금성교
  - 봉남면 금성교 - 원평1교 - 용신리 - 회성리 - 행촌리 - 감곡사거리 - 구정리 - 감곡육교
  - 금산면 감곡육교 - 원평 교차로 - 원평사거리 - 금산농협 - 원평리 - 원평교 - (미포장 구간 : 쌍용리 - 주평2교 - 용호리 - 시목교 - 평지교 - 화율초등학교 - 화율리 - 밤티재)
- 완주군
  - 구이면 (미포장 구간 : 밤티재 - 원안덕교) - 안덕리 - 안덕저수지 - 장파교 - 매산교 - 계곡리 - 대덕 교차로 - 대덕2교 - 대덕교 - 대덕삼거리

## 공사 구간
- 금산면 원평교 북단 ~ 밤티터널 (340m) ~ 구이면 안덕리

## 중복 구간
- 김제시 신풍동 용동오거리 ~ (일광주유소) : 지방도 제712호선과 중복
- 김제시 봉남면 행촌리 ~ 금산면 원평리 : 지방도 제736호선과 중복

## 도로명
- 김제시 금구면 축령 ~ 신기삼거리 : 선암로
- 김제시 금구면 신기삼거리 ~ 신풍동 검산과선교 : 풍요로
- 김제시 신풍동 검산과선교 ~ 용동오거리 : 두월로
- 김제시 신풍동 용동오거리 ~ (일광주유소) : 봉남로
- 김제시 신풍동 (일광주유소) ~ 금산면 금산농협 : 봉황로
- 김제시 금산면 금산농협 ~ 원평교 북단 : 원평로
- 김제시 금산면 원평교 북단 ~ 밤티재 : 수류로
- 완주군 구이면 밤티재 ~ 대덕삼거리 : 계안로